# Фудбалски савез Француске
Фудбалски савез Француске (фр. Fédération française de football, скраћено FFF) руководеће је тело фудбала у Француској. Савез је основан 7. априла 1919. године, а био је један од оснивача Европске фудбалске федерације УЕФА. Организује француску фудбалску лигу, Прву лигу, Другу лигу затим мушку и женску фудбалску репрезентацију. 